# 喬丹法則
喬丹法則（英語：Jordan Rules）是一個籃球戰略，由底特律活塞開始，專門為了防守麥可·喬丹而設計。1988年由查克·戴利、以賽亞·湯瑪斯設計，底特律活塞其他球員執行，喬·杜馬斯及丹尼斯·罗德曼為防守主力。其重點在於「強韌的跟他玩，用肢體去挑戰他，快速改變防守方式，讓他在失去平衡下投球」（to play him tough, to physically challenge him and to vary its defenses so as to try to throw him off balance）。在1980年代晚期至1990年代初期，底特律壞孩子軍團用這個方式成功防守了麥可·喬丹，讓芝加哥公牛無法獲得東區冠軍。
喬丹法則針對的是公牛的體系，公牛的進攻都是圍著喬丹轉的，他是公牛球員裡，球權最多的，因為90年代有非法防守這條規定，因此球星可以非常輕易獲得單打機會，所以只要徹底切斷喬丹這個點，公牛的進攻就會潰散。
其重點有兩個，孤立喬丹和防守喬丹，為一對一防守。而根據喬丹在不同位置持球進攻，喬丹法則會有不同的應對方式。
當喬丹在45度角時，對位球員（通常是杜馬斯）會將喬丹逼往罰球線附近，而活塞會在那設立包夾，逼迫喬丹失誤或把球傳出去，且因為重點一:孤立喬丹，因此通常會失誤居多。
當喬丹在底角時，對位球員（通常是羅德曼）會封住往底線的路，逼迫喬丹往中路進攻，讓禁區球員一起防守。
當喬丹在三分線外持球，離他一步半的距離，防止他切入進攻，假如切入了，周圍球員就會一起防守喬丹。
而這很類似現代的區域聯防，當然，這在90年代是非法防守，喬丹法則也被吹過違例，但部份時候，裁判還是睜一隻眼閉一隻眼。
這放到現代NBA中，就是所謂的人牆戰術，著名例子就是2020年時，邁阿密熱火防守字母哥時所使用的戰術。而喬丹倒在這個戰術手下三次。
壞孩子對於防守喬丹會十分積極，甚至賠上犯規來阻止喬丹進攻，但也有疏忽的時候，例如包夾沒有設好，使喬丹溜進禁區，放了底線的路線，使喬丹切入得分，雖然防守粗魯，但是也會賠上犯規，常常活塞球員3犯、4犯，而綁手綁腳的防守，限制了喬丹法則的發揮。
在教練菲爾·傑克遜將三角戰術帶入芝加哥公牛後，因為球權不再集中在麥可·喬丹身上，麥可·喬丹透過傳球，得到隊友更多的支援。比爾·藍比爾說過:「在喬丹學會團隊合作前，我們一直把他打爆，直到三角進攻進入公牛」
而聯盟也出臺惡意犯規這項新規定，使活塞無法有效防守喬丹，喬丹法則便已失效。